# Miglen Mirtchev
Miglen Mirtchev, né à Varna, est un acteur franco-bulgare.

## Biographie
Miglen Mirtchev a été formé au Conservatoire national supérieur d'art dramatique de Sofia. Après avoir été diplômé en 1984, il se marie avec une française et vient vivre en France,.

## Théâtre
- 1990 : La taverne du diable de Claire Galeyrand et Guy Galeyrand, mise en scène Claire Galeyrand, tournée
- 1991 : Radix mise en scène Jean-Michel Bruyère, Leningrad, Grande Halle de la Villette et tournée
- 1992 : La route des épices de Claire Galeyrand, mise en scène Claire Galeyrand, tournée
- 1992 : L'éloge de la Chose de Jean-Daniel Magnin, mise en scène Norma Guevara, Théâtre de la Renaissance
- 1993 : La cerisaie de Anton Tchekhov, mise en scène Jean-Yves Simon, Avignon off
- 1994 : La nuit au cirque de Olivier Py, mise en scène François Rancillac, Théâtre de Rungis et tournée
- 1995 : Jeunes filles seules... de Enzo Moscato, mise en scène Arturo Caruso, Théâtre de la Main d'Or et Avignon off
- 1996 : Opera nostra de Eric Lareine, et Sergio Guagliardi , mise en scène Gilbert Tiberghien, Théâtre de la Tempête et tournée
- 1997 : La mort véridique de Jeanne d'Arc de Stéphane Tsanev, mise en scène Gilbert Tiberghien, Festival de Pau
- 1997 : Œdipe, Œdipe de Michel Peronni et Jacques Roux, mise en scène Jacques Roux, Théâtre des Célestins et tournée
- 1998 : American buffalo de David Mamet, mise en scène Gilbert Tiberghien, Festival de Pau
- 1998 : A Braham Transfert de Guy Lafrance, mise en scène Giacomo Ravicchio, Sevran
- 1998 : Le jardin des délices de Jacques Roux, mise en scène de l'auteur, tournée
- 1999 : La dernière nuit de Socrate de Stéphane Tsanev, mise en scène Alexandre Tchobanov, Théâtre du Lucernaire
- 1999 : La Périchole de Jacques Offenbach, mise en scène Jérôme Savary, Théâtre National de Chaillot, opéra Comique et tournée
- 2000 : Irma la douce de Alexandre Breffort, mise en scène Jérôme Savary, Théâtre National de Chaillot, opéra Comique et tournée
- 2003 : Une rose rouge pour un café noir de Igor Futterer, mise en scène Cédric Brossard, Théâtre de Mesnilmontant
- 2004 : Le Manteau de Laurent Maklès d'après Nicolas Gogol, mise en scène Laurent Maklès, tournée
- 2006 : Demain la Belle de Bernard Thomas, mise en scène Jérôme Savary, Opéra Comique et tournée
- 2008 : Chroniques de jardin, mise en scène et chorégraphie Lorraine Gomes, pièce pour parcs et jardins
- 2009 : AII Rh+ de Nicoletta Esinencu, seul en scène, mise en scène Michèle Harfaut, L'Étoile du Nord et tournée
- 2011 : Mais n'te promène donc pas toute nue de Georges Feydeau, mise en scène Sandrine Lanno, L'Étoile du Nord
- 2011 : Le roi de la Tour du Grand Orloge de W. B. Yeats, mise en scène Eram Sobhani, L'Étoile du Nord et tournée
- 2012 : Mère Courage de Bertolt Brecht, mise en scène Jean Boillot, NEST Thionville et tournée
- 2013 : Lulu de Frank Wedekind, mise en scène de Thomas Matalou
- 2016 : Lotissement de Frédéric Vossier, mise en scène par Tommy Milliot
- 2016 : La Centrale deVirginie Barreteau, mise en scène Louise Dudek
- 2016 : Quelque chose de possible de Aurélia Guillet et David Samson, mise en scène de Aurélia Guillet
- 2019 : Rien, mais là j'ai envie de mourir de Vlad Chirita et Valentina Zaharia, mise en scène Vlad Chirita
- 2020 : Train Zéro de Iouri Bouïda, mise en scène Aurélia Guillet, théâtre Gérard-Philipe
- 2020 : Massacre de Lluïsa Cunillé, mise en scène Tommy Milliot, Studio Théâtre de la Comédie Française, en alternance
- 2021 : La Mer est ma Nation de Hala Moughanie, mise en scène Imad Assaf, Festival Vagamondes, La Filature de Mulhouse
- 2021 : Médée de Sénéque, mise en scène Tommy Millot, Théâtre de la Criée, Marseille
- 2024 : Qui a besoin du ciel de Naomi Wallace, mise en scène Tommy Millot, CDN de Béthune, 104 à Paris

## Filmographie

### Cinéma
- 1993 : Le Tronc de Bernard Faroux et Karl Zéro
- 1996 : Golden Boy de Jean-Pierre Vergne
- 1997 : Thérapie russe d'Éric Veniard
- 1998 : Déjà mort de Olivier Dahan
- 1999 : Nos vies heureuses de Jacques Maillot
- 1999 : Les migrations de Vladimir de Milka Assaf
- 2000 : Quand on sera grand de Renaud Cohen
- 2001 : A+ Pollux de Luc Pagès
- 2002 : Les Marins perdus de Claire Devers
- 2003 : Une affaire qui roule d'Éric Veniard
- 2004 : People de Fabien Onteniente
- 2004 : Rois et Reine d'Arnaud Desplechin
- 2005 : Familles à vendre de Pavel Lounguine
- 2005 : Gentille de Sophie Fillières
- 2006 : Oublier Cheyenne de Valérie Minetto
- 2007 : Ce que mes yeux ont vu de Laurent de Bartillat
- 2008 : L'Homme qui marche de Aurélia Georges
- 2008 : La Jeune Fille et les Loups de Gilles Legrand
- 2008 : Un conte de Noël d'Arnaud Desplechin
- 2010 : Le Siffleur de Philippe Lefebvre
- 2010 : Une exécution ordinaire de Marc Dugain
- 2011 : Le Cri du homard de Nicolas Guiot
- 2012 : Il était une fois, une fois de Christian Merret-Palmair
- 2012 : À l'aveugle de Xavier Palud
- 2013 : Paulette de Jérôme Enrico
- 2013 : Möbius d'Éric Rochant
- 2014 : Le Vieux qui ne voulait pas fêter son anniversaire de Felix Herngren
- 2014 : United Passions : La Légende du football de Frédéric Auburtin
- 2014 : L'Oranais de Lyes Salem
- 2014 : Fils du loup de Lola Quivoron (court métrage)
- 2014 : Les fleuves m'ont laissée descendre où je voulais de Laurie Lassalle (court métrage)
- 2015 : Tronc de Gauthier Dulion (court métrage)
- 2016 : Polina, danser sa vie d'Angelin Preljocaj et Valérie Müller
- 2016 : Vendeur de Sylvain Desclous
- 2016 : La Fine équipe de Magaly Richard-Serrano : Alexandrescu
- 2018 : Kursk de Thomas Vinterberg : Ivan Timoshenko
- 2018 : Place publique de Agnès Jaoui : Pavel
- 2019 : Les Traducteurs de Régis Roinsard : Sergei
- 2021 : Tromperie d'Arnaud Desplechin : Ivan Passer
- 2023 : Le Consentement de Vanessa Filho : Emil Cioran
- 2023 : Monsieur le Maire de Michel Tavares et Karine Blanc : Fred
- 2025 : Les Arènes de Camille Perton : Vadim Berezovsky

### Télévision
- 1992 : Nestor Burma, épisode Fièvre au Marais de Gérard Marx
- 1993 : Julie Lescaut, épisode Trafics de Josée Dayan : Homme chantier
- 1995 : Navarro, épisode L'Encaisseur de Gérard Marx
- 1998 : Le Choix d'une mère de Jacques Malaterre
- 1998 : La Balle au bond de Williams Crépin
- 1998 : Louise et les Marchés de Marc Rivière
- 1999 : Un et un font six de Franck Appréderis
- 2000 : La Crime de Gérard Marx
- 2000 : Sydney Fox, l'aventurière de Paolo Barzman
- 2001 : Tessa à la pointe de l'épée (Queen of Swords) de Paolo Barzman et Norman Bailey
- 2002 : Double flair de Denis Malleval
- 2002 : L'Été rouge de Gérard Marx
- 2003 : Sauveur Giordano de Denis Amar
- 2004 : Julie Lescaut, épisode L'orphelin réalisé par Alain Wermus
- 2004 : Diane, femme flic, épisode Engrenage réalisé par Marc Angelo
- 2005 : Si j'avais des millions de Gérard Marx
- 2007 : Voici venir l'orage... de Nina Companeez
- 2007 : Reporters, épisodes 3 et 4 réalisés par Suzann Fenn et Yvan Strasberg
- 2008 : Hard de Cathy Verney
- 2009 : Les Bleus, premiers pas dans la police de Alain Tasma et Olivier Barma
- 2009 : RIS police scientifique, épisode 52 réalisé par Jean-Marc Seban
- 2010 : Sur le fil, épisode 17 réalisé par Frédéric Berthe
- 2010 : Engrenages, saison 3, épisode 5 réalisé par Manuel Boursinhac et saison 3, ép. 12 réalisé par Jean-Marc Brondolo
- 2012 : Médecin-chef à la Santé d'Yves Rénier
- 2012 : Un flic de Patrick Dewolf
- 2012 : Boulevard du Palais, épisode 43 de Christian Bonnet
- 2015 : No Limit, épisodes 3 et 4 d'Akim Isker
- 2015 : Le Bureau des légendes, saison 1, épisodes 5, 6, 8, saison 4, épisodes 2, 7, 8, 9 : Stepan
- 2016 : Accusé, épisode L'histoire de Nathalie réalisé par Mona Achache
- 2016 : Kaboul Kitchen, saison 3, épisodes 9 à 12
- 2019 : Meurtres à Belle-Île de Marwen Abdallah : Vladimir Petrov
- 2020 : Alex Hugo, épisode Un jour de colère
- 2021 : Family Business : Mr Finanouk
- 2022 : Darknet-sur-Mer : Krasimir
- 2023 : D'argent et de sang de Xavier Giannoli : Ivanov
- 2023 : Alphonse de Nicolas Bedos : Gornoe
- 2024 : Flashback de Vincent Jamain et Stephen Cafiero : Vladimir

### Fictions radiophoniques
Plus de 150 participations à des fictions radiophoniques sur France Culture, France Inter dont récemment :
Fureurs, série de Mehdi Bayad, réalisée par Baptiste Guiton
Millenium, réalisation François Christophe et Sophie-Aude Picon

## Doublage

### Cinéma

#### Films
- Mikael Persbrandt dans : 
  - Le Hobbit : La Désolation de Smaug (2013) : Beorn
  - Le Hobbit : La Bataille des Cinq Armées (2014) : Beorn

- 2007 : Invasion : Yorish (Roger Rees)
- 2010 : Les Chemins de la liberté : Zoran (Dragoș Bucur (ro))
- 2014 : The Ryan Initiative : Viktor Cherevin (Kenneth Branagh)
- 2014 : The Amazing Spider-Man : Le Destin d'un héros :  Aleksei Sytsevich / le Rhino (Paul Giamatti)
- 2014 : Quand vient la nuit : Chovka (Michael Aronov (en))
- 2014 : Une merveilleuse histoire du temps : Isaak Khalatnikov (Georg Nikoloff)
- 2015 : Agents très spéciaux : Code UNCLE : Oleg (Misha Kuznetsov)
- 2015 : Everest : Anatoli Boukreev (Ingvar E. Sigurðsson)
- 2015 : Charlie Mortdecai : Romanov (Ulrich Thomsen)
- 2016 : Captain America: Civil War : ? (?)
- 2018 : Green Book : Sur les routes du sud : Oleg (Dimiter Marinov)
- 2018 : Red Sparrow : Dimitri Ustinov (Kristof Konrad (en))
- 2018 : Hunter Killer : Nikolai Zakarine (Alexander Diatchenko)
- 2018 : Final Score : ? (?)
- 2018 : Aquaman : le capitaine du sous-marin (Ilya Melnikoff)
- 2019 : Creed 2 : l'arbitre russe (Ivo Nandi)
- 2019 : Men in Black: International : le boss extra-terrestre (Paul Brennen)
- 2019 : Gemini Man : Yuri Kovacks (Ilia Volok (en))
- 2020 : Nightmare Island : le chef mafieux (Kim Coates)
- 2020 : Resistance : Charles Mangel (Karl Markovics)
- 2021 : Sans aucun remords : Andre Vaseliev (Merab Ninidze)
- 2021 : Hitman and Bodyguard 2 : Vladimir (Dragan Mićanović (en))
- 2021 : Nobody : Yulian Kuznetsov (Alexeï Serebriakov)
- 2021 : Mourir peut attendre : Valdo Obruchev (David Dencik)
- 2021 : SOS Fantômes : L'Héritage : le propriétaire des appartements (Dušan Rokvić)
- 2022 : 355 : Pyotr Khasanov (Oleg Kricunova)
- 2022 : Bullet Train : Alexei Ilyin (Pasha D. Lychnikoff)
- 2022 : Filière criminelle (pl) : voix additionnelles
- 2023 : Les Chevaliers du Zodiaque : l'arbitre (Zoltán Durkó)
- 2023 : Mission impossible : Dead Reckoning : ? (?)
- 2024 : Air Force One Down : Rodinov (Rade Šerbedžija)
- 2024 : Carry-On : ? (?)
- 2024 : To the Moon : Edvard (Dariusz Wolski)
- 2025 : Mission: Impossible - The Final Reckoning : ? (?)
- 2025 : Mr. Wolff 2 : Batu (Andrew Howard)

#### Films d'animation
- 2012 : Les Cinq Légendes : Nord le Père Noël[3]
- 2012 : Madagascar 3 : Bons baisers d'Europe : Vitaly[4]
- 2012 : Tad l'explorateur : À la recherche de la cité perdue : Kopponen
- 2016 : Tous en scène : le patron

### Télévision

#### Séries télévisées
- Mark Ivanir dans :
  - Boomtown (2002) : Vadim Solonick (Saison 1, épisode 6)
  - Barry (2018) : Vacha
- 2013-2014 : Banshee : Olek (Christos Vasilopoulos)
- 2014 : Blacklist : Ranko Zamani (Jamie Jackson) (saison 1, épisode 1)
- 2014-2018 : The Americans : Oleg Burov (Costa Ronin)
- 2015 : Daredevil : voix additionnelles
- 2016 : Tunnel : Artem Baturin/Koba (Paul Schneider)
- 2016 : Designated Survivor : voix additionnelles
- 2017 : Iron Fist : Radovan Bernivig (Olek Krupa)
- 2018 : McMafia : Dimitri Godman (Alexeï Serebriakov)
- 2019 : Watchmen : Peur rouge (Andrew Howard)
- 2022 : Stranger Things : le directeur Melnikov (Vaidotas Martinaitis)
- 2023 : Citadel : ? (?)
- 2024 : Eric : Alexander « Lexi » Lakatos (Levente Törköly (hu)) (mini-série)
- 2025 : Flashback de Vincent Jamain et Stephen Cafiero : Vladimir

#### Séries d'animation
- 2018 : Baby Boss : Les affaires reprennent : Magnus

### Jeux vidéo
- 2021 : Les Gardiens de la Galaxie : Cosmo